# Camblesforth
Camblesforth är en ort och civil parish i Storbritannien.   Den ligger i grevskapet North Yorkshire och riksdelen England, i den centrala delen av landet, 250 km norr om huvudstaden London. Camblesforth ligger 10 meter över havet och antalet invånare är 1 526.
Terrängen runt Camblesforth är mycket platt. Runt Camblesforth är det tätbefolkat, med 411 invånare per kvadratkilometer. Närmaste större samhälle är Selby, 7,0 km norr om Camblesforth. Trakten runt Camblesforth består till största delen av jordbruksmark.